# Primarias presidenciales republicanas del Distrito de Columbia de 2024
Las primarias presidenciales republicanas del Distrito de Columbia de 2024 se celebraron del 1 al 3 de marzo de dicho año, como parte de las primarias del Partido Republicano para las elecciones presidenciales de 2024.
19 delegados a la Convención Nacional Republicana de 2024 fueron asignados según el principio de “el ganador se lo lleva todo”.
Nikki Haley ganó las primarias con una ventaja de casi 30 puntos contra Donald Trump, y todos los delegados fueron para ella.

## Resultados
| Candidato    | Votos | %     | Delegados |
| ------------ | ----- | ----- | --------- |
| Nikki Haley  | 1,279 | 62,85 | 19        |
| Donald Trump | 676   | 33,22 | -         |
| Otros        | 80    | 3,93  | -         |
|              |       |       |           |
| Total        | 2,035 | 100   | 19        |
|              |       |       |           |
| Fuente:      |       |       |           |